# Luigi D'Agrò
Luigi D'Agrò (Bassano del Grappa, 13 aprile 1948) è un politico italiano.

## Biografia
Cresciuto politicamente nelle sezioni giovanili della Democrazia Cristiana, nelle file della quale viene eletto nel 1990 al Consiglio regionale del Veneto, alla dissoluzione di questa entra a far parte del Partito Popolare Italiano di Mino Martinazzoli. Nelle giunte Bottin e Frigo è anche Assessore regionale con delega a Programmazione, Bilancio, Lavoro, Cultura e Sport.
Nel 1995 aderisce al CDU di Rocco Buttiglione, nel 2001 è eletto alla Camera dei deputati con sistema uninominale nella circoscrizione VIII (Veneto 2); alla Camera ricopre il ruolo di Segretario del gruppo UDC. Nel 2006, con il nuovo sistema elettorale a liste bloccate, viene riconfermato alla Camera con il ruolo di vicecapogruppo dell'UDC. Termina il mandato parlamentare nel 2008. Tra il 2004 e il 2008 è anche Consigliere Comunale a Bassano del Grappa.
Pur non candidandosi alle elezioni regionali del Veneto del 2010, dichiara di sostenere il candidato presidente Luca Zaia e in particolare la lista a lui collegata dell'Alleanza di Centro.
Oltre all'attività politica, D'Agrò è anche docente di Sociologia dei sistemi organizzativi presso l'Università degli Studi di Padova, facoltà di Scienze della Formazione.